# Eutomopepla falcata
Eutomopepla falcata là một loài bướm đêm trong họ Geometridae.